# Sozialpartnerschaft
Der Begriff Sozialpartnerschaft bezeichnet das kooperative Verhältnis der Sozialpartner (vor allem Arbeitgeber- und Arbeitnehmerverbände) mit dem Ziel, Interessengegensätze durch Konsenspolitik zu lösen und offene Konflikte einzudämmen. Sozialpartnerschaften sind in verschiedenen Staaten verschieden aufgebaut.
Seit der Nachkriegszeit bis heute gilt die österreichische Sozialpartnerschaft als ein Beispiel für die funktionierende Beziehung zwischen Unternehmern und Gewerkschaften. In der Schweiz wurde mit dem Arbeitsfrieden schon vor Beginn des Zweiten Weltkriegs ein Instrument des Interessenausgleichs geschaffen. In Deutschland wurde die Sozialpartnerschaft zwiespältiger beurteilt. Sie war zunächst eher eine Zielvorstellung sozial engagierter Kreise (Sozialtheologen, christliche Unternehmer, sozialliberale Politiker und Wissenschaftler), der erst allmählich die Praxis folgte.
Ein ähnlicher Begriff ist der des Korporatismus, kritische Bezeichnungen sind die Konfliktpartnerschaft und der „institutionalisierte Klassenkompromiss“.

## Das österreichische Modell der Sozialpartnerschaft
| Vertretung | Arbeitnehmer | Arbeitgeber                                                                                               | Freiberufler                                                |
| ---------- | --- | --- | ----------------------------------------------------------- |
| Freiwillig | Der ÖGB besteht aus 7 Teilgewerkschaften: - Gewerkschaft GPA - GÖD - younion - vida - GPF - PRO-GE - GBH                                              | Verbände, z. B.: - IV - VVO - VÖBB - VÖZ - ÖGV                                                            | Verbände, z. B.: - ÖGKV - BÖP - DVF - VSLÖ - Physio Austria |
| Gesetzlich | Die politischen Fraktionen der AK: - FSG - ÖAAB - FA - PFG - AUGE/UG - GLB Landwirtschaft: LAK: Vertretung: wie ÖGB d. h. wie AK, aber statt ÖAAB FCG | Die politischen Fraktionen der WKO: - Wirtschaftsbund - SWV - FW - Grüne Wirtschaft - UNOS - Liste der IV | Kammern, z. B.: - KWT - ÖAK - vet - ÖRAK - ÖNK              |
| Gesetzlich | Die politischen Fraktionen der AK: - FSG - ÖAAB - FA - PFG - AUGE/UG - GLB Landwirtschaft: LAK: Vertretung: wie ÖGB d. h. wie AK, aber statt ÖAAB FCG | Landwirtschaft: LK: - Bauernbund - UBV - SPÖ-Bauern - FPÖ-Bauern - Grüne Bauern                           | Kammern, z. B.: - KWT - ÖAK - vet - ÖRAK - ÖNK              |

### Die Sozialpartner
In Österreich wird die Sozialpartnerschaft von fünf Sozialpartnern gebildet, die jeweils die Interessen verschiedener Personengruppen vertreten. Die Arbeitnehmer werden von den zwei sozialdemokratisch dominierten Interessensvertretungen, der Arbeiterkammer und dem Österreichischen Gewerkschaftsbund vertreten. Die Interessen der Arbeitgeber vertritt die christdemokratisch dominierte Wirtschaftskammer Österreich. Die vierte Interessensvertretung, die der Landwirte, ist die christdemokratisch dominierte Landwirtschaftskammer, der die Landarbeiterkammer gegenüber steht.
1. Arbeiterkammer (AK), Präsident seit 1945 aus der SPÖ, vertritt ca. 3.200.000 Personen
2. Österreichischer Gewerkschaftsbund (ÖGB), Präsident seit 1945 aus der SPÖ, vertrat 2021 genau 1.196.703 Personen
3. Wirtschaftskammer Österreich (WKO), Präsident seit 1945 aus der ÖVP, vertritt ca. 270.000 Personen
4. Landwirtschaftskammer (LK), Präsident seit 1945 aus der ÖVP, vertritt ca. 200.000 Personen

AK, WKO und LK sind Interessensvertretungen, die es dem österreichischen Gesetz nach geben muss, sie sind gesetzlich festgeschrieben. Auch die Mitglieder dieser drei Organisationen (bei der AK alle Arbeitnehmer, bei der WKO alle Wirtschaftstreibenden und bei der LK alle Landwirte) müssen dem Gesetz nach Mitglieder sein, sie sind Pflichtmitglieder. Nur der ÖGB ist ein freiwilliger Zusammenschluss aller seiner Mitglieder zu einem Verband. Die jeweiligen Mitglieder der vier Sozialpartner entscheiden bei Wahlen, welche Fraktion in ihrer Interessenvertretung den Ton angibt. Die antretenden Fraktionen können jeweils einer Partei zugeordnet werden (so ist zum Beispiel die Fraktion Sozialdemokratischer Gewerkschafter (FSG) der SPÖ sehr nahe).
Nach den politischen Parteien sind es die vier Sozialpartner, die den größten Einfluss im politischen System Österreichs haben. Sie sind oft im Gesetzwerdungsprozess eingebunden und können unter anderem Gesetze begutachten.

### Geschichte
Historischer Hintergrund bei der Entstehung sind die Erfahrungen aus dem Bürgerkrieg 1934 zwischen dem sozialdemokratischen und dem christlichsozialen Lager und den großen Koalitionen der Bundesregierung zwischen 1945 (Bundesregierung Figl I) und 1966 (Bundesregierung Klaus I).
In den 1960er und 1970er Jahren bildete sich die Sozialpartnerschaft zu einem Instrument des Dialoges heraus, das sich nicht nur auf die unmittelbaren Themen zwischen Arbeitgeber und Arbeitnehmer beschränkt, sondern alle Wirtschafts- und Sozialbereiche einbindet. Ein Instrument der Sozialpartnerschaft ist die Paritätische Kommission für Preis- und Lohnfragen. Auch für den parlamentarischen Bereich machten die Sozialpartner ihre Vorschläge.
Das System der Sozialpartnerschaft war Ende des 20. Jahrhunderts nicht unwesentlich für den Ruf Österreichs als Insel der Seligen verantwortlich, auf der Streikzeiten in Sekunden pro Jahr gemessen wurden.
Der Einfluss der Sozialpartnerschaft auf wirtschaftspolitische Entwicklungen ist in den letzten Jahren auf Grund der wirtschaftlichen Gegebenheiten, gesellschaftlichen Wandels und durch vermehrten politischen Druck gesunken. Sie findet aber innerhalb der österreichischen Bevölkerung nach wie vor breite Zustimmung.

### Kritik an der österreichischen Sozialpartnerschaft
Nach 1945 wurde zunächst versucht, die österreichische Sozialpartnerschaft auf gesetzlichem Wege in das demokratische Institutionensystem einzuordnen. Den fünf Lohn-Preis-Abkommen folgte 1951 die Gründung des so genannten Wirtschaftsdirektoriums, das allerdings 1952 durch ein Urteil des österreichischen Verfassungsgerichtshofs für verfassungswidrig erklärt wurde. Aus diesem Grund erfolgte 1957 die Gründung der Paritätischen Kommission als informelles Gremium
Aufgrund des vorparlamentarischen, nicht-öffentlichen Entscheidungsfindungscharakters der Sozialpartnerschaft und des ihr wegen der parteipolitischen Färbung der Interessenvertretungen innewohnenden Proporzprinzips („The winner does not take it all.“, englisch für „Der Gewinner bekommt nicht alles.“) wurde die Sozialpartnerschaft vornehmlich von den Verbänden und politischen Gruppen, die ihr nicht angehörten, von Anfang an kritisiert. Diese Kritik intensivierte sich in den 1980er Jahren sowohl von links (Grüne, KPÖ, Schriftsteller wie Robert Menasse) als auch von rechts (FPÖ, BZÖ – allen voran Jörg Haider).
Die Kritiker sahen in der Sozialpartnerschaft eine Art intransparenten „Kuhhandel“ mit teils undemokratisch gewählten Vertretern der Interessensgruppen, der den Prozess der politischen Konfrontation abtöte, keine Opposition zulasse und die Diskussion im österreichischen Parlament zu einem konfliktlosen Proformaakt verkommen lasse. Schließlich begründete sich die Kritik nicht zuletzt auf die Tatsache, dass das kommunistische, grüne und freiheitliche Lager vom Prozess der Sozialpartnerschaft weitestgehend ausgeschlossen waren und auch noch bis heute sind (die Interessenvertretungen werden von den großen Lagern der Mitte besetzt). So kam es auch dazu, dass die Sozialpartnerschaft mit der Regierungsbeteiligung der FPÖ massiv an Bedeutung verlor. Dennoch erachten heute immer noch viele Österreicher die Sozialpartnerschaft als positive Institution, trotz ihrer erheblichen Legitimations- und Transparenzdefizite.
Ebenso wird bis heute der Sozialpartnerschaft von der Linken vorgeworfen, dass sie das Aufkommen einer „Streikkultur“ bzw. eines Streikbewusstseins in Österreich verhindert habe. Der Konsens zwischen Arbeitnehmer- und Arbeitgebervertretung und den beiden großen politischen Lagern (SPÖ/ÖVP) habe das Klassenkampfbewusstsein untergraben und stellen einen sogenannten „Klassenkompromiss“ dar.

## Sozialpartnerschaft in der Schweiz
Wie eingangs erwähnt, wurde in der Schweiz schon 1937 im Lichte der faschistischen Bedrohung mit dem Friedensabkommen in der Metall- und Maschinenindustrie eine Einigung zwischen Arbeitgeber- und Arbeitnehmerkreisen erzielt, mit dem jegliche Kampfmaßnahmen verboten und Mechanismen für die Lösung von Lohnkonflikten eingerichtet wurden. Mit der Annäherung der Sozialpartner im Arbeitsbereich ging die Wandlung der Sozialdemokratischen Partei der Schweiz von der klassenkämpferisch-oppositionellen zur reformistischen Partei einher, indem sie den bestehenden Staat bejahte (1935) und sich zur militärischen Landesverteidigung bekannte (1937). Das Friedensabkommen war der Grundstein für eine goldene Ära der Schweizer Maschinenindustrie und hat die Prosperität der Schweizer Wirtschaft in der Nachkriegszeit begünstigt.
In der heutigen Sozialpartnerschaft schweizerischer Ausprägung bedeutet der Begriff die Einigung der Sozialpartner im Rahmen von Gesamtarbeitsverträgen (Tarifverträgen). Die Sozialpartner genießen bei deren Ausarbeitung große Autonomie; der Staat tritt lediglich als Schlichter auf. Doch auch in der Schweiz befindet sich das konsensorientierte Modell auf dem Rückzug. Der Verzicht auf Kampfmaßnahmen wird von den Sozialpartnern zunehmend als Schwächung der je eigenen Position wahrgenommen. Hier fallen vor allem die Aktionen der UNIA auf, die sich teilweise nicht mehr an die „Friedenspflichten“ (kein Streik während Verhandlungen, kein Streik während Vertragslaufzeiten) halten will (Blockade einer SBB Baustelle, obwohl ein mit der UNIA ausgehandelter Gesamtarbeitsvertrag vorlag).

## Sozialpartnerschaft in Deutschland
In Deutschland wird der Begriff Sozialpartner für die Tarifvertragsparteien (Tarifpartner) – Gewerkschaften auf der einen und Arbeitgeberverbände auf der anderen Seite – verwendet. Als „soziale Partnerschaft“ wird die Kooperation zwischen ihnen bei der gemeinsamen Regelung von Lohn- und Arbeitsbedingungen durch Tarifverträge bezeichnet. Dieser Sprachgebrauch wird jedoch durchaus nicht allgemein akzeptiert. Kritiker halten ihn für „eine beschönigende Floskel“, da beide Organisationen einander zuwiderlaufende Interessen vertreten. Sie bevorzugen als pointierten Gegenbegriff den der „antagonistischen Kooperation“ oder der „Konfliktpartnerschaft“.

### Sozialpartnerschaft und Soziale Marktwirtschaft
Eduard Gaugler zufolge enthält das Konzept der Sozialpartnerschaft „Prinzipien der Katholischen Soziallehre (Gemeinwohlorientierung, Person-, Solidaritäts- und Subsidiaritätsprinzip) und ist eng mit den Strukturelementen einer freiheitlichen Wirtschaft- und Gesellschaftsordnung sowie der sozialen Marktwirtschaft verbunden.“ Der Arbeitsrechtler und Publizist Bernd Rüthers vertritt die These: „Soziale Marktwirtschaft und Sozialpartnerschaft gehören zusammen. Das eine ist eine notwendige Grundlage des anderen.“
In einem gemeinsamen Internet-Portal stellen sich der Bundesarbeitgeberverband der chemischen Industrie und die Industriegewerkschaft Bergbau, Chemie, Energie als Chemie-Sozialpartner vor, die sich in einer Sozialpartner-Vereinbarung zum „verantwortlichen Handeln in der Sozialen Marktwirtschaft“ bekennen. In weiterer Folge wurde eine Sozialpartner-Akademie zur Weiterbildung auf den Feldern demographischer Wandel, Wirtschaftsethik und berufliche Weiterbildung gegründet.

## Europäische Sozialpartner
Die europäischen Sozialpartner sind Arbeitgeberverbände und Gewerkschaften. Zu den europäischen Sozialpartnern gehören BUSINESSEUROPE (ehemals UNICE), der Europäische Zentralverband der öffentlichen Wirtschaft (CEEP) und/oder UEAPME als Dachverband des Handwerks und kleiner und mittlerer Unternehmen sowie der Europäische Gewerkschaftsbund.
Die europäischen Sozialpartner verfügen über Anhörungsrechte bezüglich der Sozialpolitik der Europäischen Union. So sieht Art. 146 Abs. 2 des Vertrags über die Arbeitsweise der Europäischen Union (AEUV) (ehemals Art. 126 Abs. 2 des Vertrags zur Gründung der Europäischen Gemeinschaft (EGV)) vor, dass bezüglich der Förderung der Beschäftigung „die einzelstaatlichen Gepflogenheiten in Bezug auf die Verantwortung der Sozialpartner berücksichtigt werden“. Nach Art. 150 AEUV hört der Beschäftigungsausschuss bei der Erfüllung seines Auftrags die Sozialpartner. Überdies können die Mitgliedstaaten den Sozialpartnern gemäß Art. 153 Abs. 3 AEUV auch die Umsetzung von Mindeststandard-Richtlinien nach Art. 153 Abs. 2 lit.b AEUV übertragen. Nach Art. 154 AEUV hat die Kommission die Aufgabe, die Anhörung der Sozialpartner auf Gemeinschaftsebene zu fördern. So sehen Art. 154, Art. 155 und Art. 160 AEUV einen Dialog der Sozialpartner auf europäischer Ebene unter Einbeziehung der Kommission vor.
Im sozialen Dialog kommt gemäß Art. 155 AEUV (ehemals Art. 139 EGV) den Spitzenverbänden der Arbeitgeber und Arbeitnehmer ein wesentlicher gestalterischer Einfluss auf die Europäische Sozialpolitik zu. Diese Form des Einflusses wird auch als Korporatismus aufgefasst.